# Aldama (Chihuahua)
Aldama é um município do estado de Chihuahua, no México.